# 阻止能

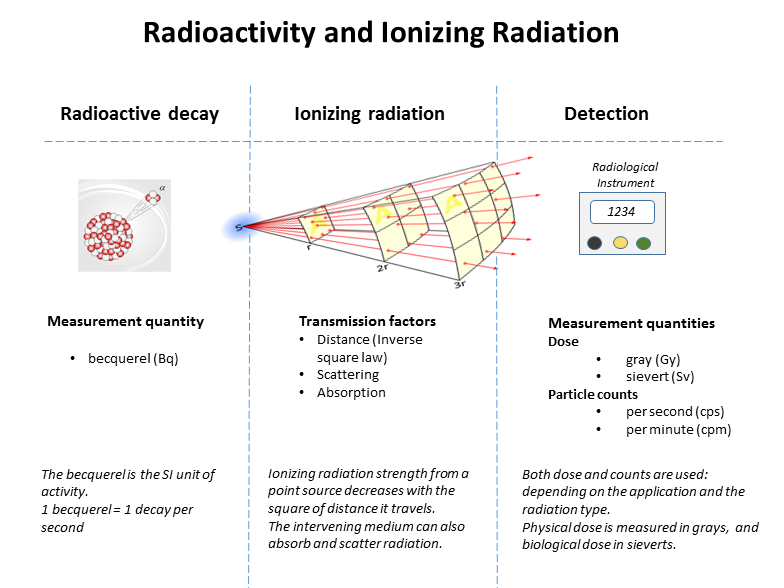
放射性崩壊、その結果放出される電離放射線、および検出法の関係を表した図。

核物理学および材料物理学における阻止能（そしのう、英: Stopping power）とは、荷電粒子（多くの場合アルファ粒子、ベータ粒子）が物質との相互作用によって減速しエネルギーを失う程度を表す量である。放射線防護、イオン注入、核医学、放射線治療・粒子線治療などの分野で重要な位置を占める。 

## 阻止能の定義とブラッグ曲線

空気中を進む5.49 MeVのアルファ粒子についてのブラッグ曲線。

粒子は物質を通過するときにエネルギーを失う。これは荷電粒子であるか非荷電粒子であるかによらないが、以下では主に荷電粒子について考える。ある材料の阻止能 S は移動距離 x 当たりに失うエネルギー E と等しい。 
{\displaystyle S(E)=-dE/dx}
右辺の負符号により、エネルギーの損失（ dE/dx < 0 ）に対して阻止能 S は正になる。阻止能は放射粒子の種類とエネルギー、通過する材料の性質によって決まる。
イオン対（通常は陽イオンと電子の組）の生成には決まった大きさのエネルギーが必要なので（たとえば乾燥空気中では33.97 eV:305）、移動距離当たりの電離数は阻止能に比例する。
上式で定義される線阻止能は国際単位系でNの単位を持つが、MeV/mmなど別の単位で表されることが多い。同じ物質の気体と固体を比較すると、密度の違いのみから線阻止能に大きな差が生まれる。そこでしばしば阻止能を材料密度 ρ で割った質量阻止能 S/ρ が用いられる。この量は国際単位系でm4/s2の単位を持つが、通常はMeV/(mg/cm2)のような単位で表される。質量阻止能は材料の密度にほとんど依存しない。
通常、阻止能は飛程（粒子が停止するまでに飛ぶ距離）の終端に近づくにつれて増加し、最大値（ブラッグピーク）に達した直後にエネルギーがゼロに低下する。阻止能を材料深さの関数として表した曲線をブラッグ曲線と呼ぶ。放射線治療ではブラッグ曲線は実用上大きな意味を持っている。
5.49 MeVのアルファ粒子が空気中を飛ぶ間に阻止能が増加して最大値に達する様子を右上図に示す。このエネルギーの値は空気中にわずかに存在する気体状の天然放射性同位体ラドン (222Rn) が放出するアルファ放射に相当する。 
阻止能の逆数をエネルギーで積分すると、「連続減速近似（CSDA）」における平均飛程が求められる。 
{\displaystyle \Delta x=\int _{0}^{E_{0}}{\frac {1}{S(E)}}\,dE}
ここで E0 は粒子が最初に持っていた運動エネルギー、Δx は飛程、S(E) は線阻止能である。 
物質内でイオンがたどった全経路長にわたって阻止能を積分することで、周囲に与えられたエネルギーの総量が得られる。

## 電子的阻止能、核的阻止能、放射阻止能
電子的阻止能とは、媒質中を移動するイオンが媒質の束縛電子との非弾性衝突によって減速される効果を表す。「非弾性」という用語は衝突の過程で運動エネルギーが失われることを示している（失われたエネルギーは、媒質束縛電子とイオン電子雲の両者の励起に使われる）。線電子的阻止能は放出される二次電子の運動エネルギーに制限がない場合の線エネルギー付与と一致する。 
イオンが電子と衝突する回数は莫大なものであり、また媒質中を移動するイオンの荷電状態は常に変化しうるため、あらゆる可能な荷電状態についてあらゆる相互作用を考慮するのは非常に難しい。そこで電子的阻止能を、異なる荷電状態に対するあらゆるエネルギー損失過程の平均を表す単純な関数 Fe(E) として扱うことが多い。核子1個あたりのエネルギーが数百keVを超える領域では、数%の精度で関数 Fe(E) を理論的に決定することができる。その理論的な枠組みはいくつかあるが、ベーテの式がもっともよく知られている。核子1個のエネルギーが100 keVを下回る領域においては、電子的阻止能を解析的モデルによって決定することは困難になる。近年では、低エネルギー領域を含む幅広い範囲のエネルギーについて、リアルタイムの時間依存密度汎関数法によって様々なイオン＝ターゲット系の電子的阻止能を正確に求めることが可能になっている。
一部のモデルでは、電子的阻止能を高エネルギーイオンから電子気体へのエネルギー付与ではなく運動量の付与と見なす。これは高エネルギー領域においてベーテの式の結果と一致する。

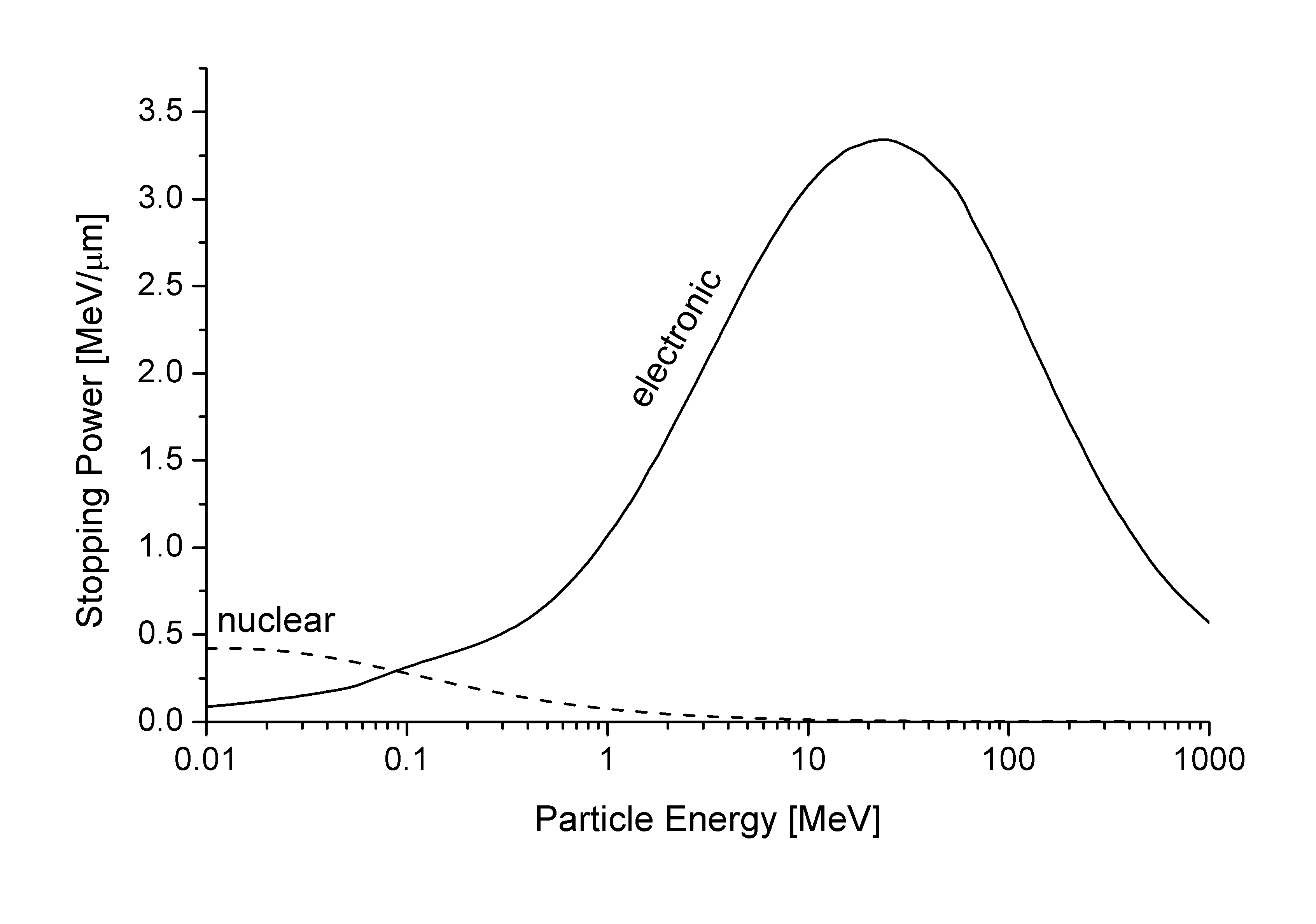
アルミニウムに入射したアルミニウムイオンについての電子的・核的阻止能を、イオンの核子当たりエネルギーに対してプロットしたもの。核的阻止能曲線は核子当たり1 keV程度のエネルギーで最大値を取るのが普通である。

ヘルムート・パウルは数多くのターゲット物質と入射イオンについて電子的阻止能の実験値をグラフ化するデータベースを作成した。いくつかの数値テーブルでは精度を決定するためにこのデータベースとの統計的比較が用いられている。 
核的阻止能とは入射イオンと試料原子との弾性衝突の効果を指す。「核的」という呼び方は核力が関わっているという誤解を招く可能性があるが、イオンがターゲット物質の原子核によって減速されることを意味している。核的阻止能 Fn(E) を計算するには、二原子間斥力のポテンシャルエネルギー E(r) の形が分かっていればよい。右図はアルミニウムに入射したアルミニウムイオンに対する核的および電子的阻止能を示したもので、エネルギーが低い領域を除けば核的阻止は無視できる。入射イオンの質量が増加すると核的阻止の効果も増加する。右図では低エネルギー領域で核的阻止が電子的阻止を上回っているのが、非常に軽いイオンが重い物質の中で減速する場合にはすべての領域で核的阻止が電子的阻止より弱くなる。
検出器の放射線損傷の分野では、線エネルギー付与 (LET) の対極として「非電離エネルギー損失」(NIEL) という用語が使われる。核的阻止は定義上電子の励起を伴わないため、核反応が起こらないならばNIELと核的阻止能は同一の量だと考えられる。 
非相対論的な領域での全阻止能は、これら電子的、核的な項の和 F(E) = Fe(E) + Fn(E) となる。阻止能の半経験的な表式は複数が考案されている。現在もっとも広く用いられているのは、SRIMコードのいくつかのバージョンで採用されているZiegler、Biersack、Littmark（ZBL）によるモデルである。
イオンのエネルギーが非常に高いときには、物質中の電界を通過することで発生する制動放射による放射阻止能も考慮しなければならない（全阻止能から放射阻止能を引いた部分は衝突阻止能と呼ばれる）。飛来粒子が電子である場合は常に放射阻止能が重要となる。イオンエネルギーが大きい場合、核反応によるエネルギー損失も起こりうるが、通常そのような過程は阻止能としては考えられない。 
固体ターゲット物質の表面付近では、核的および電子的な阻止はいずれもスパッタリングを発生させる可能性がある。

## 固体中の減速プロセス

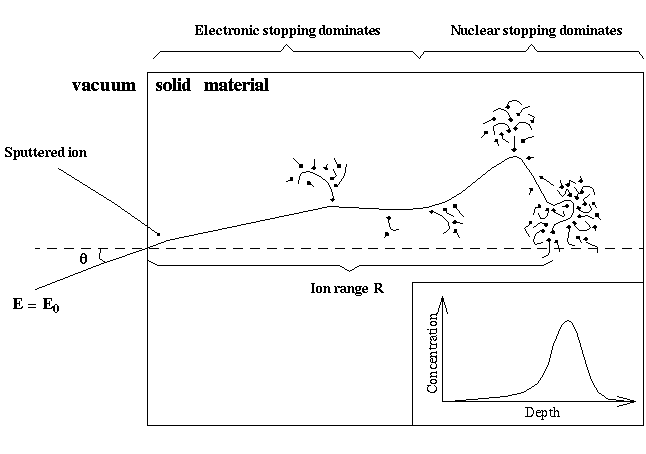
単一のイオンが固体物質中で減速される過程を表した図。

減速プロセスの開始時にはまだエネルギーが高く、イオンは主に電子的に減速されながらほぼ直線的に進む。イオンが十分に減速すると、原子核との衝突（核的阻止）が起こりやすくなっていって最終的に減速過程を支配する。イオンと衝突して大きな反跳エネルギーを受けた固体原子はその格子位置から弾き出され、物質中でさらなる衝突カスケードを生み出す。金属や半導体にイオン注入を行うときに発生する損傷の主要因は衝突カスケードである。系内に弾き出された原子すべてのエネルギーが弾き出しのしきい値を下回るとそれ以上損傷が発生しなくなり、核的阻止の概念は意味を失う。核的衝突によって物質中の原子に蓄積されるエネルギーの総量は nuclear deposited energy と呼ばれる。
右図のインセットは固体に入射したイオンの飛程の典型的な分布を示している。たとえば、1 MeVのシリコンイオンがシリコン固体中で減速されるとこのような分布になる。一般に1 MeVのイオンの平均飛程はμmの範囲になる。

### 斥力的原子間ポテンシャル
原子核どうしの距離が非常に縮まったとき発生する斥力は実質的にクーロン相互作用と見なせる。それより距離が遠くなると原子核は電子雲によって互いに遮蔽される。したがって、原子核の間にはたらくクーロン斥力に遮蔽関数 φ(r/a) を掛けることで斥力ポテンシャルを表すことができる。
{\displaystyle V(r)={1 \over 4\pi \varepsilon _{0}}{Z_{1}Z_{2}e^{2} \over r}\varphi (r/a)}
ここで Z1 および Z2 は相互作用を受けている二原子核それぞれの電荷、r は原子核間距離である。a は遮蔽パラメータと呼ばれる。原子間距離が短い極限 r → 0 において遮蔽関数は φ(r/a) → 1 となる。
長年にわたって、半経験的なものと理論計算によるものを含めて多数の斥力ポテンシャルと遮蔽関数が提案されてきた。そのうちZiegler、Biersack、Littmarkが与えたいわゆるZBLポテンシャルは広く使われている。さまざまな原子の組み合わせに対して計算された理論ポテンシャルにユニバーサル遮蔽関数をフィッティングすることで構築されたものである。ZBLの遮蔽パラメータと遮蔽関数は以下のように書かれる。
{\displaystyle a=a_{u}={0.8854a_{0} \over Z_{1}^{0.23}+Z_{2}^{0.23}}}
{\displaystyle \varphi (x)=0.1818e^{-3.2x}+0.5099e^{-0.9423x}+0.2802e^{-0.4028x}+0.02817e^{-0.2016x}}
ここで x = r/au であり、a0 はボーア半径0.529 Åにあたる。 
ユニバーサルZBLポテンシャルの理論計算に対するフィットの標準偏差は2 eV以上の範囲で18％である。電子の交換相関エネルギーについての密度汎関数理論と局所密度近似を用いた自己無撞着な全エネルギー計算によって、それより正確な斥力ポテンシャルも求められている。

### チャネリング
結晶性材料では入射イオンが「チャネリング」を起こす例が見られる。すなわち、核との衝突がほとんど起こらない結晶面間の隙間（チャネル）をイオンが集中的に通過することがある。チャネルの中では電子的阻止能も弱い場合がある。このように核的・電子的阻止能は物質の種類や密度だけでなく微視的構造や断面積にも依存する。

### イオン減速のコンピュータ・シミュレーション
コンピュータ・シミュレーションによって媒質中のイオンの運動を計算する手法は1960年代から研究されており、現在では阻止能を扱う中心的な方法となった。その基本的なアイディアは、媒質中の原子核との衝突をシミュレーションすることでイオンの運動を再現することにある。電子的阻止能はイオンを減速させる摩擦力として取り入れられるのが普通である。 
イオン飛程を計算する従来の手法は二体衝突近似(BCA) に基礎を置いている。BCA近似のもとでは、試料に注入されたイオンの運動は、反跳イオンと試料原子の間で起きる独立した衝突の連なりとして扱われ、それぞれの衝突ごとに古典的な散乱積分が数値的に解かれる。
散乱積分の衝撃パラメータ p は確率的な分布によって、もしくは試料の結晶構造を考慮に入れて決定される。前者の方法ではチャネリングが考慮されないため、アモルファス材料への注入をシミュレーションする場合にのみ適している。 
最もよく知られたBCAシミュレーション・プログラムは TRIM / SRIM である。TRIMは TRansport of Ions in Matter（物質中のイオン移動）のアクロニムであり、より近年のバージョンは SRIM すなわち Stopping and Range of Ions of Matter（物質中のイオン阻止および飛程）と呼ばれる。このプログラムはZBLの電子的阻止と原子間ポテンシャルに基づいている。非常に簡便なユーザーインターフェイスを持つほか、1 GeVまでのエネルギー範囲であらゆる材料とあらゆるイオンについてのデフォルトパラメータを備えていたことから大きな人気を集めた。しかし、結晶構造が考慮されていない点は多くのケースで有用性を大幅に損ねている。この難点を克服したBCAプログラムもいくつかあり、そのうちMARLOWE、BCCRYS、crystal-TRIMはよく知られている。 
BCA方式は多くの物理プロセスを正しく表せるが、高エネルギーイオンの減速プロセスを現実的に表すにはいくつか克服すべき点がある。衝突が二体間でのみ起こるという基本的な前提条件は、多体相互作用を考慮しようとすると深刻な問題を引き起こす。また結晶材料のシミュレーションでは、次に衝突する格子原子と衝撃パラメーター p を選択する過程で、完全にwell-definedな値を持つとは限らないパラメーターが必ず用いられる。このことは結果に10–20%程度影響する。BCA方式で信頼性を最大に高めるには多体間衝突を取り入れる必要があるが、正しく行うのは容易ではない。ただし少なくともMARLOWEはこれを行っている。 
運動方程式を数値的に解くことで原子系の時間発展を計算する分子動力学 (MD) シミュレーションは、多原子衝突をモデル化する原理的に明快な方法の一つである。イオン飛程の計算に特化したMD法として、シミュレーションに関与する相互作用と原子の数を減らすことで飛程計算に十分なほど効率を向上させる手法がいくつか考案されている。それらのMDシミュレーションでは核的阻止能の扱いは自明であり、電子的阻止能は摩擦力として取り入れられることもあれば、電子系への加熱や電子と原子の自由度の結合といった効果を再現する高度な方法が用いられることもある。 

## 最小電離粒子
粒子速度 v を増加させると、阻止能は最大値に達した後におよそ 1/v2 に従って減少していくが、最小値を経て再び増加する。物質を通過する際の平均エネルギー損失速度が最小に近い粒子を最小電離粒子と呼ぶ。相対論的粒子（宇宙線ミューオンなど）は現実的なケースの多くで最小電離粒子である。 

## 関連文献
- (Lindhard 1963) J. Lindhard, M. Scharff, and H. E. Shiøtt. Range concepts and heavy ion ranges. Mat. Fys. Medd. Dan. Vid. Selsk., 33(14):1, 1963.
- (Smith 1997) R. Smith (ed.), Atomic & ion collisions in solids and at surfaces: theory, simulation and applications, Cambridge University Press, Cambridge, UK, 1997.